# Overtoomse Buurt

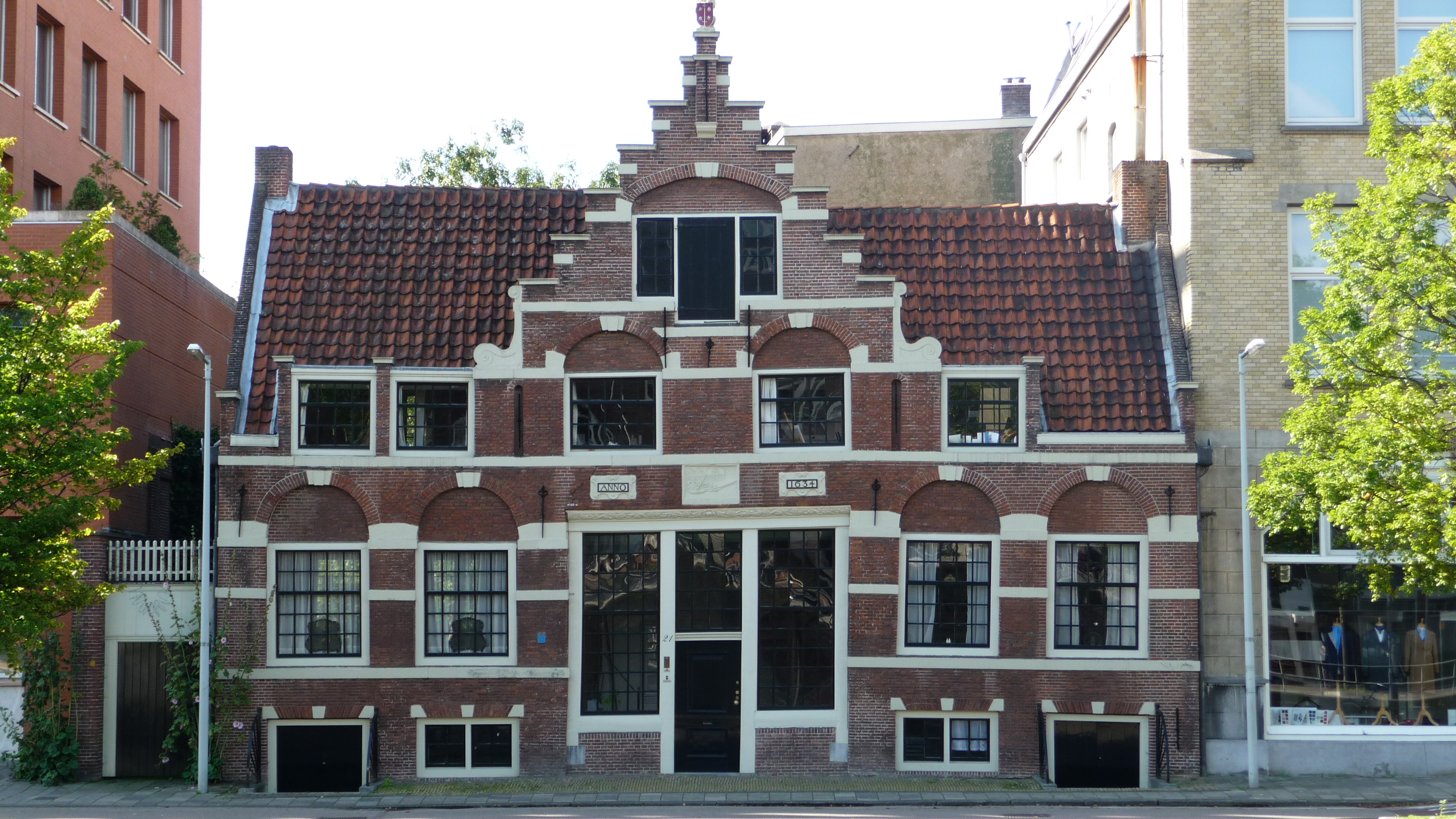
Het Aalsmeerder Veerhuis uit 1634 aan de Sloterkade.

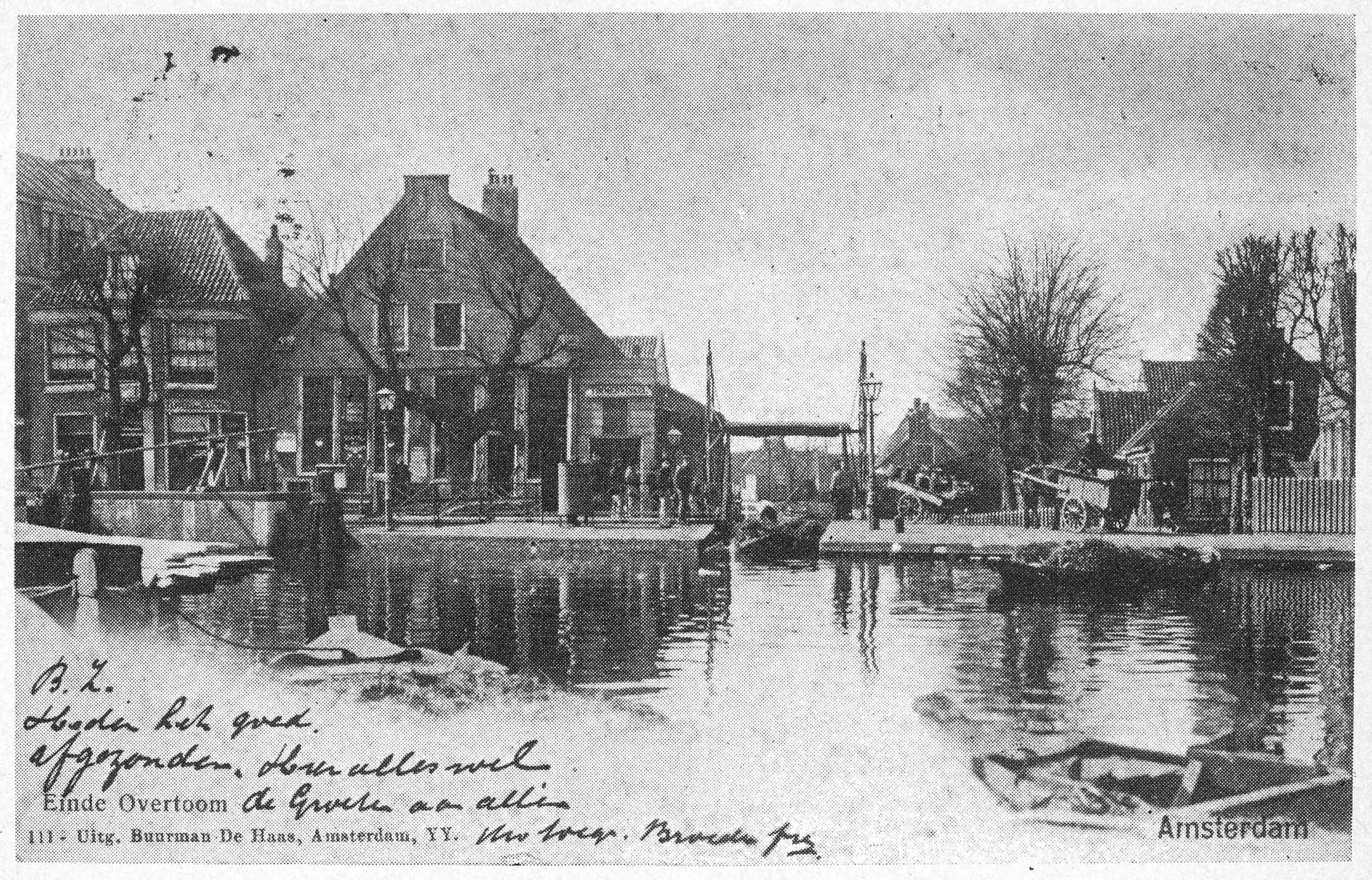
Einde van de Overtoomse Vaart bij de Kostverlorenvaart en [[Overtoom (overhaal)
|overhaal]] naar de Slotervaart. Hier ligt nu de brug (nr. 199) naar de Surinamestraat; circa 1900.

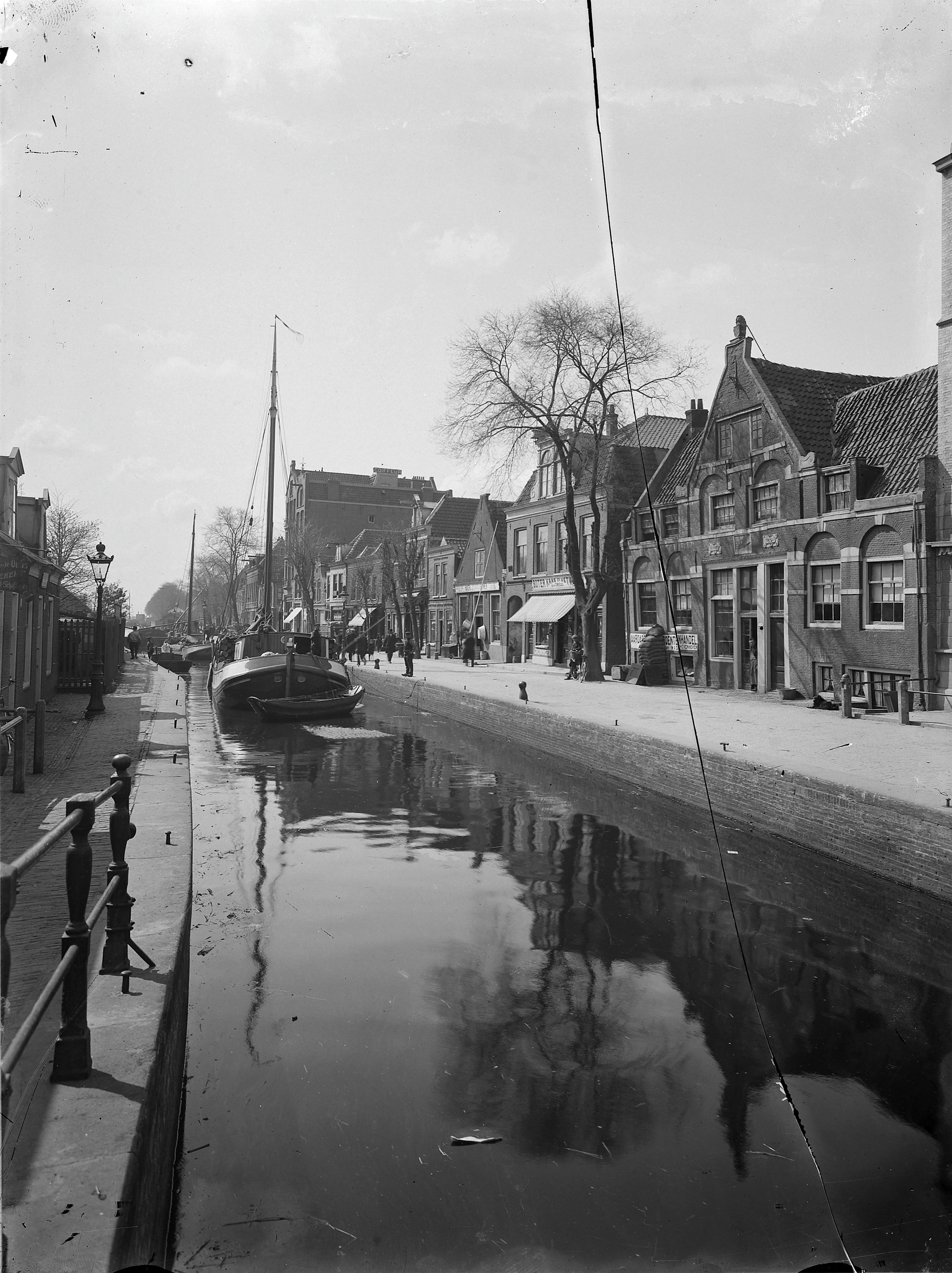
Zicht op de Overtoomse sluis en, rechts aan de Sloterkade, het Aalsmeerder Veerhuis; circa 1920.

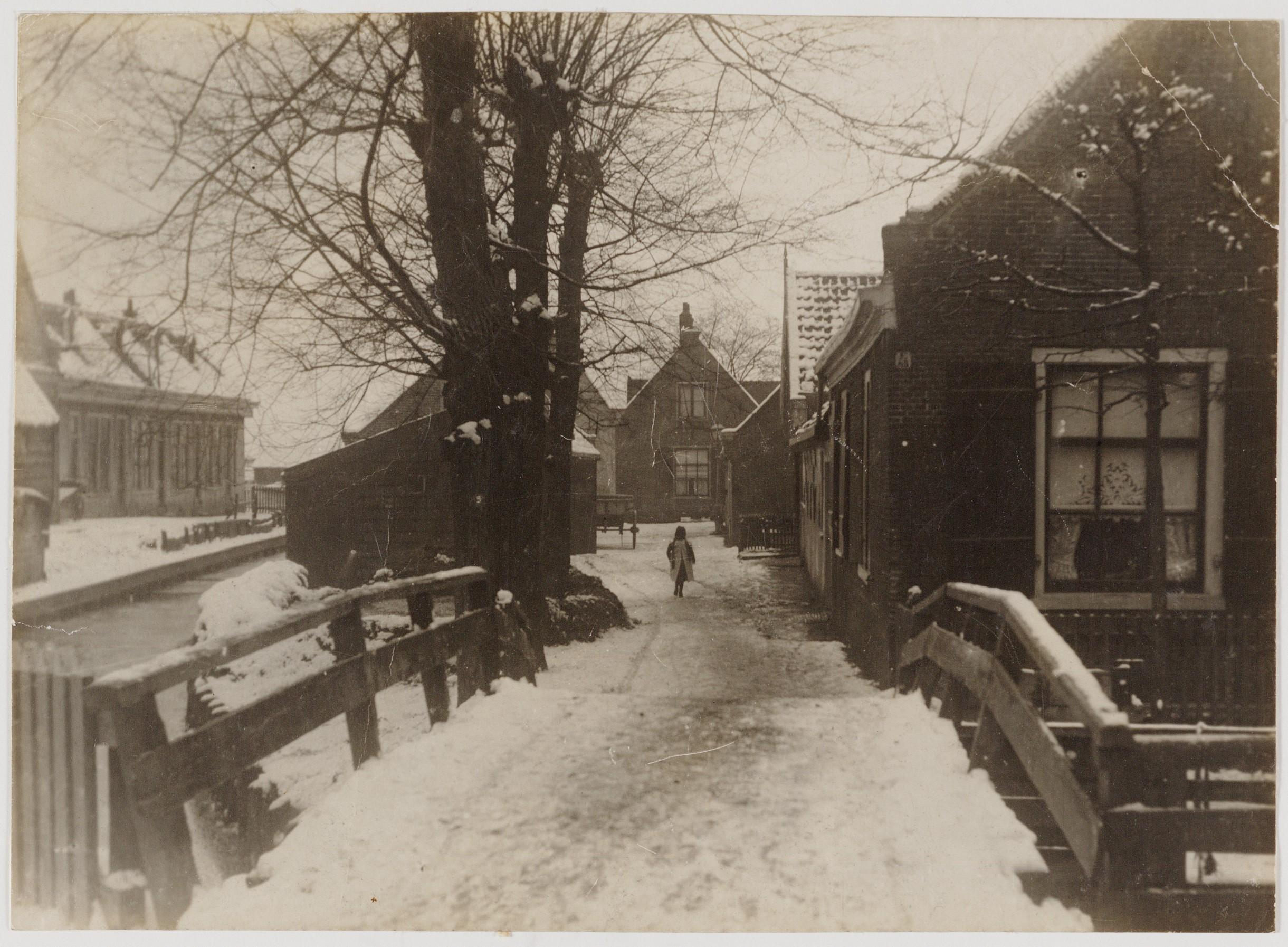
't Eilandje in 1915

De Overtoomse Buurt is een vroegere buurt aan het begin van de Sloterkade in Amsterdam-Zuid. Na de aanleg van de overtoom in de Schinkel ontstond hier een levendige buurt met veel bedrijvigheid. Een van de bekendste gebouwen was de herberg de 'Bonte Os' of het Aalsmeerder Veerhuis uit 1634.
Sinds 1515 lag hier een overtoom, die de scheiding vormde tussen boezem van het Hoogheemraadschap van Rijnland en die van Amstelland. Deze werd in 1809 door een schutsluis vervangen, de Overtoomse Sluis. Hiermee was een rechtstreekse vaarverbinding tussen de Schinkel enerzijds en de Kostverlorenvaart en de Overtoomse Vaart anderzijds mogelijk geworden. Deze sluis was in het begin van de 20e eeuw een belangrijk obstakel geworden in de scheepvaartroute. De Overtoomse Sluis werd op 1 juli 1942 vervangen door de Schinkelsluis bij de Nieuwe Meer, waarna het water langs de Sloterkade verbreed kon worden.
De Schinkel was tot 1896 de grens tussen de gemeente Nieuwer-Amstel (aan de oostkant) en de gemeente Sloten (aan de westkant). Vanuit Amsterdam liep de Overtoomse Vaart tot aan de overhaal.
Hier begon ook de weg naar Sloten, de Sloterweg. Omdat deze buurt, vanuit Sloten gezien, bij de Overtoom lag, die de toegang gaf tot Amsterdam, ontstond de naam 'Overtoomse Buurt'. Het gebied ten westen hiervan werd ook wel de Overtoomsepolder of het Overtoomse Veld genoemd, hiernaar is in de jaren vijftig een van de Westelijke Tuinsteden genoemd. Bij de Overtoomse Buurt was er vanaf 1649 tot 1916 nog een tweede kleine overtoom, die vanaf de Kostverlorenvaart toegang gaf tot de vaarweg naar Sloten, de Slotervaart. Ook hiernaar is in de jaren vijftig een van de Westelijke Tuinsteden genoemd
Al door de gemeente Sloten werd een begin gemaakt met de bouw van forensenwoningen maar na de annexatie van de gemeente Sloten in 1921 begon de grootschalige verstedelijking in deze omgeving en daarmee de neergang van de oude buurtschappen.
In de jaren twintig werd een deel van de Overtoomse Buurt gesloopt voor de bebouwing aan de zuidkant van het nieuwe Surinameplein, als onderdeel van het Plan West.
Ook de aan de andere Schinkeloever liggende Dubbele Buurt verdween voor het grootste deel voor verbreding van het vaarwater en voor de stedelijke bebouwing bij de Amstelveenseweg.
De ophaalbrug over de Overtoomse Sluis lag aanvankelijk in het verlengde van de Bosboomstraat, de latere Andreas Schelfhoutstraat. In 1925 werd een nieuwe ijzeren ophaalbrug gebouwd iets ten noorden van de oude, in het verlengde van de Surinamestraat naar het Surinameplein.
Van de bebouwing van voor 1921 resteren nog enkele oude kleine huisjes rond het behouden gebleven Aalsmeerder Veerhuis. Na een lange periode van verval werd dit monument in 1965 in oude glorie gerestaureerd.
De Overtoomse Buurt was van 1918 tot 1925 vertrekpunt van de tramlijn Amsterdam - Sloten, die de Sloterkade verbond met het dorp Sloten. In 1927 verschenen de eerste elektrische trams van de Gemeentetram Amsterdam op het nieuwe Surinameplein, gebouwd op een deel van de vroegere buurtschap. Van 1927 tot 1962 en van 1971 tot 1988 was dit het eindpunt van lijn 17. Van 1962 tot 1971 en sinds 1988 passeert lijn 17 dit plein op weg naar Osdorp. Sinds de bouw van de nieuwe basculebrug in 1949 liggen er ook tramrails door de Surinamestraat. Sinds 1971 rijdt lijn 1 hierover vanaf de Overtoom naar het Surinameplein en verder naar Osdorp.